# Bodenfelde

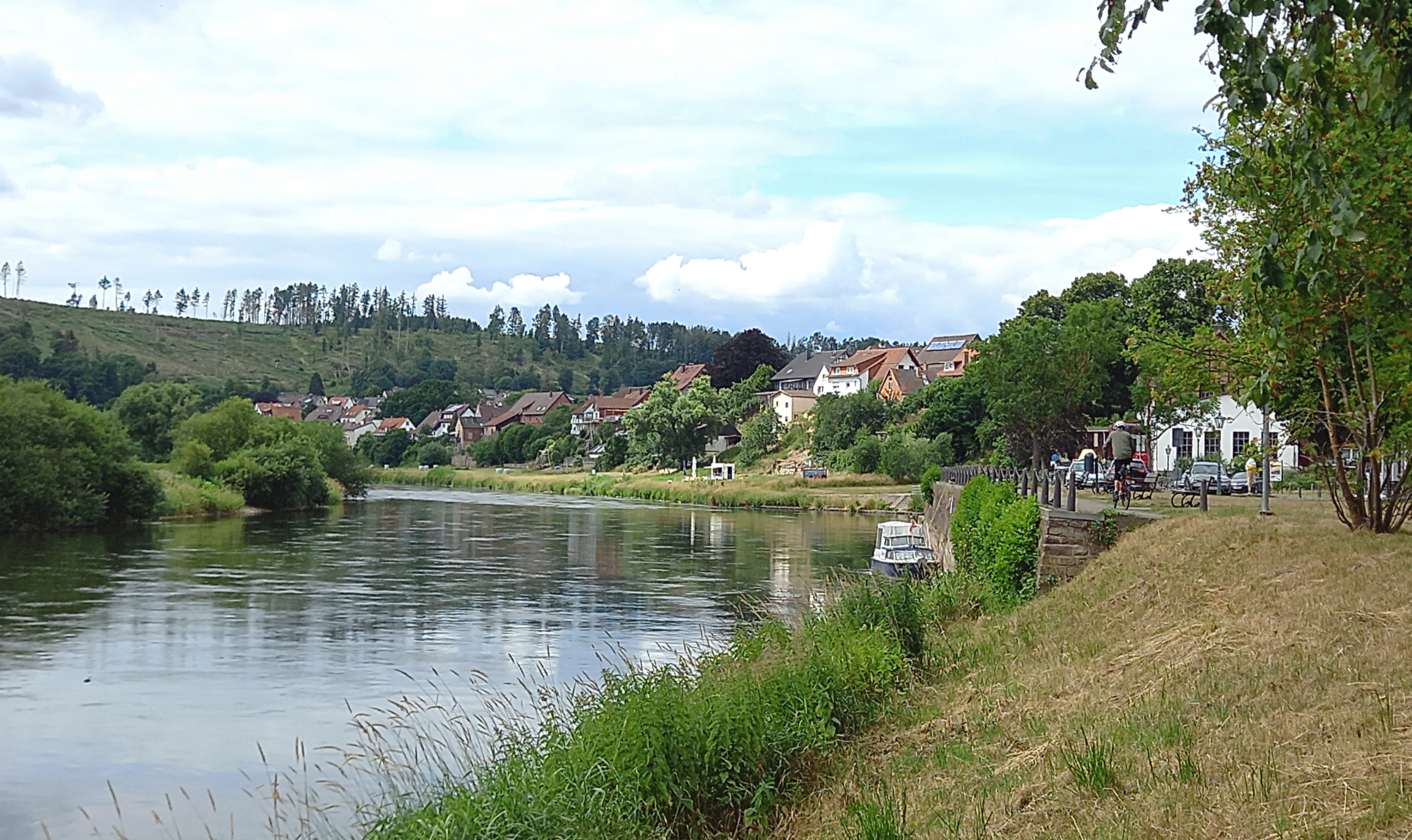
Blick über die Weser nach Bodenfelde

Bodenfelde ist ein Flecken im Landkreis Northeim in Niedersachsen (Deutschland).

## Geografie

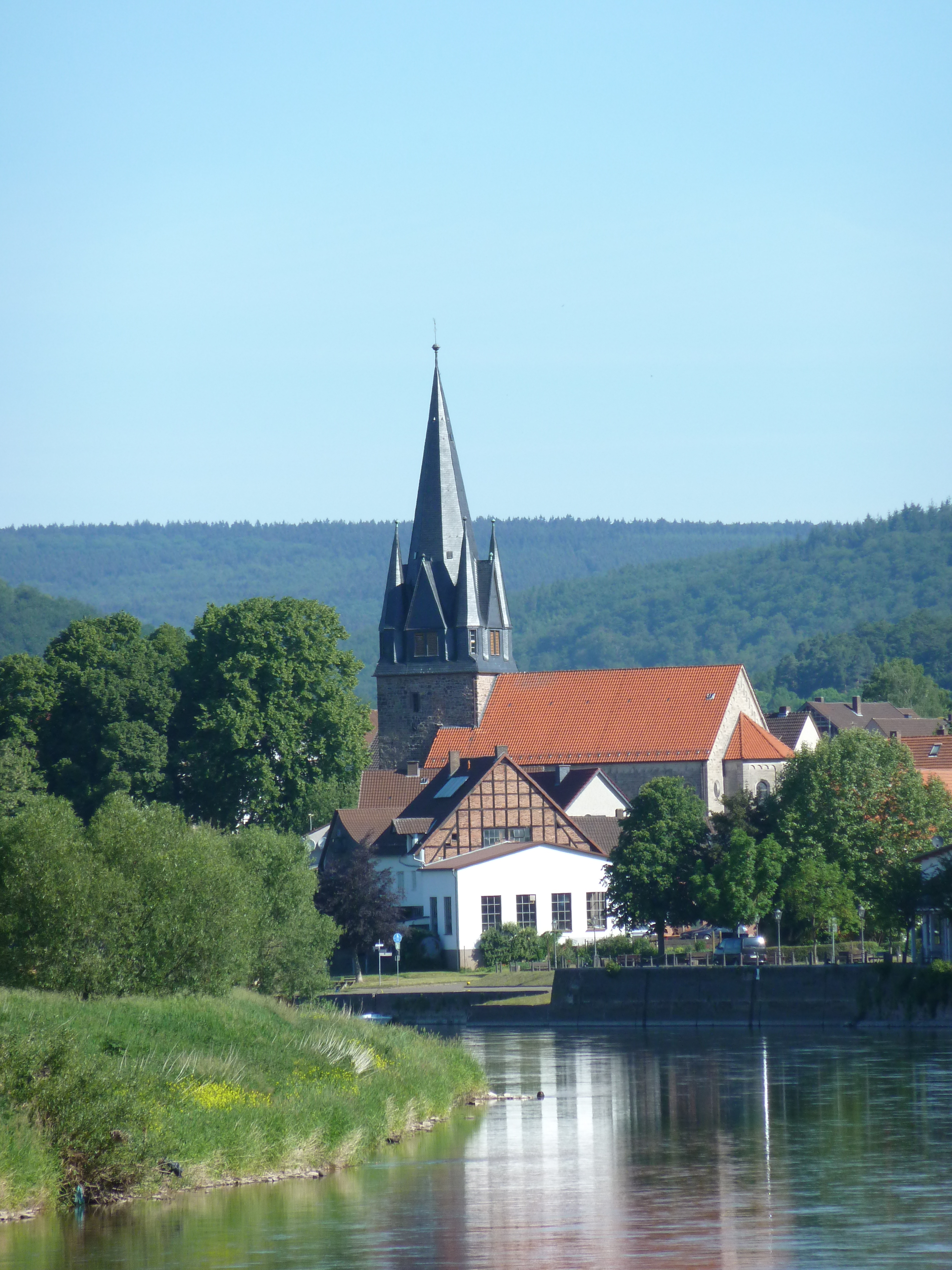
Blick von Süden auf Hafen und ev. Kirche

### Lage
Der Ort Bodenfelde liegt am Südrand des Naturparks Solling-Vogler im Oberen Wesertal. Der Ort befindet sich zwischen den Mittelgebirgen Solling im Norden und dem Reinhardswald im Süden. Bodenfelde liegt direkt nordöstlich eines langgestreckten Mäanders der Weser, in die der in Nord-Süd-Richtung durch die Ortschaft fließende Reiherbach mündet.
Bodenfelde liegt zwischen 105 und 145 m ü. NN und ist von waldreichen Bergen des Weserberglands umgeben. Westlich erhebt sich der Kahlberg (224,7 m) und südöstlich hinter dem Feldberg (217,4 m) der beim nordhessischen Dorf Lippoldsberg gelegene Höhenzug Kiffing. Die höchsten Berge nahe Bodenfelde sind die nordöstlich der Ortschaft gelegene Kaltewarte (340,7 m) und der nördlich befindliche Hilmersberg (361,8 m). Bodenfelde ist mit einem Gemarkungsgebiet von rund 20 km² Fläche die flächenmäßig kleinste Gemeinde im Landkreis Northeim.

### Fleckengliederung
Der Flecken Bodenfelde ist eine Einheitsgemeinde und besteht aus folgenden Ortschaften:
| Name                 | Einwohner (1. Juli 2024) | Ortslagen | Einwohler Ortslagen |
| -------------------- | ------------------------ | --------- | ------------------- |
| Bodenfelde (Kernort) | 2140                     |           |                     |
| Nienover             | 344                      | Nienover  | 40                  |
| Nienover             | 344                      | Amelith   | 244                 |
| Nienover             | 344                      | Polier    | 60                  |
| Wahmbeck             | 553                      |           |                     |

## Geschichte

### Mittelalter, Neuzeit
Die erste urkundliche Erwähnung von Bodenfelde, die genau datierbar ist, stammt aus einer Urkunde Kaiser Ludwigs des Frommen vom 8. Juni 833. Der Ortsname wird dort Budinisvelt geschrieben. Drei Erwähnungen in den Überlieferungen des Klosters Corvey, den Traditiones Corbeienses, aus der Zeit um 822 bis 826 können nicht genau datiert werden und sind nur in einer Abschrift des 15. Jahrhunderts erhalten.
Die ersten Erwähnungen beziehen sich auf Solequellen bei Bodenfelde, an denen dem Kloster Corvey Rechte übereignet wurden. Diese veräußerte Corvey im Jahr 1278 an das Kloster Lippoldsberg. Zur Zeit der Grafschaft Dassel war Bodenfelde Grenzort an der Oberweser im Südwesten. Die Grafen hatten daher hier eine Zollstation eingerichtet. Zusammen mit Bodenfeldes Ortsteil Wahmbeck wurde sie 1270 verkauft an das Fürstentum Braunschweig-Wolfenbüttel.
Mit der Verleihung der Stadtrechte an Bodenfelde im Jahre 1437 zog Otto II. die Salzrechte des Klosters ein. Bald danach verlor der Ort das Stadtrecht, da er nunmehr als Flecken eingestuft wurde, um das Marktrecht zu stärken. Die Sole-Quellen wurden vom frühen Mittelalter bis 1680 für die Salzgewinnung genutzt.
Die Wälder und Täler im Umfeld von Bodenfelde dienten über Jahrhunderte als Standorte von Waldglashütten, wie die frühe Waldglashütte im Kreickgrund und die spätere Waldglashütte im Reiherbachtal. Im Jahre 1776 entstand die Spiegelglashütte Amelith, wodurch mit Amelith und Polier zwei neuen Ortslagen bei Bodenfelde entstanden. Die Erwerbsstruktur des Ortes war lange Zeit neben der Landwirtschaft besonders von der Salzgewinnung geprägt, daneben spielte auch die Schifffahrt auf der Weser eine Rolle. Im Dreißigjährigen Krieg wurde die Saline zerstört. Im 19. und 20. Jahrhundert bestand die Synagoge Bodenfelde, die im Jahr 2006 nach Göttingen transloziert wurde.
1896 siedelte sich eine Fabrik zur Herstellung von Holzkohle und Holzessig an. Sie firmierte später unter dem Namen Holzverkohlungwerk Bodenfelde. 1926 wurde die Glasbläserei eingestellt. Im Zweiten Weltkrieg blieb Bodenfelde weitgehend vor Zerstörungen bewahrt. Während dieser Zeit wurden in der Holzverkohlungsfabrik Zwangsarbeiter eingesetzt. Die Fabrik produzierte Ruß für die Herstellung von Reifen. Bei einer Einwohnerzahl von 2072 Personen im Jahr 1944 arbeiteten etwa 350 Zwangsarbeiter im Holzverkohlungwerk; diese setzten sich vor allem durch Ostarbeiter, Niederländer, Italiener und Franzosen zusammen.
Am 1. März 1974 wurden die Gemeinden Wahmbeck, Nienover (mit den Ortslagen Nienover, Amelith und Polier) und Bodenfelde zur Einheitsgemeinde Flecken Bodenfelde zusammengefasst.
Bis Ende 2010 war Bodenfelde staatlich anerkannter Erholungsort.

### Ortsnamen
Alte Bezeichnungen des Ortes sind 822–826 Budinifelde, 822–876, 833 Budinisvelt, 10. Jahrhundert Budinoveldun, 976–979 Budinueldun, 980 Budineveldon, nach 1078 Budineveld und vor 1158 Budeneueld. „Budina-“ geht zurück auf „bhudh-“ und steht in Beziehung zum Bedeutungsfeld „Wasser“. Mögliche Bedeutungen sind „aufblasen“, „schwellen“, „Schlammpfütze“, „Pfütze“, „Pfuhl“, „Blasen werfen“, „schäumen“, „brausen“, „brodeln“, „Wellenbruch“, „Brandung“.

### Bodenfelde in den Medien
Im Januar 2001 wurde ein Taxifahrer erstochen in einem Schrank in seiner Wohnung aufgefunden. Die Täterin war eine Frau.
2007/08 sorgte der Fall der „schwarzen Witwe von Bodenfelde“ für Aufsehen. Eine ehemalige Prostituierte hatte zwischen 1994 und 2000 vier Rentner im Alter zwischen 71 und 84 Jahren, die sie über Kontaktanzeigen kennengelernt und von denen sie einen geheiratet hatte, mit Beruhigungsmitteln wehrlos gemacht und sie dann von einem 14 Jahre jüngeren Mittäter ersticken lassen, um sich ihr Vermögen anzueignen. Sie wurde dafür im Sommer 2008 wegen vierfachen Mordes zu einer lebenslangen Freiheitsstrafe unter Feststellung der besonderen Schwere der Schuld verurteilt, die sie in der Justizvollzugsanstalt für Frauen Vechta verbüßt. Der Mittäter, dessen Geständnis am 27. August 2007 zur Aufdeckung der Taten geführt hatte, wurde als psychisch abhängig von der Frau und deshalb vermindert schuldfähig wegen dreifachen Mordes und Totschlags in einem Fall zu einer Freiheitsstrafe von 12 Jahren verurteilt, die er in der Justizvollzugsanstalt Rosdorf verbüßt.

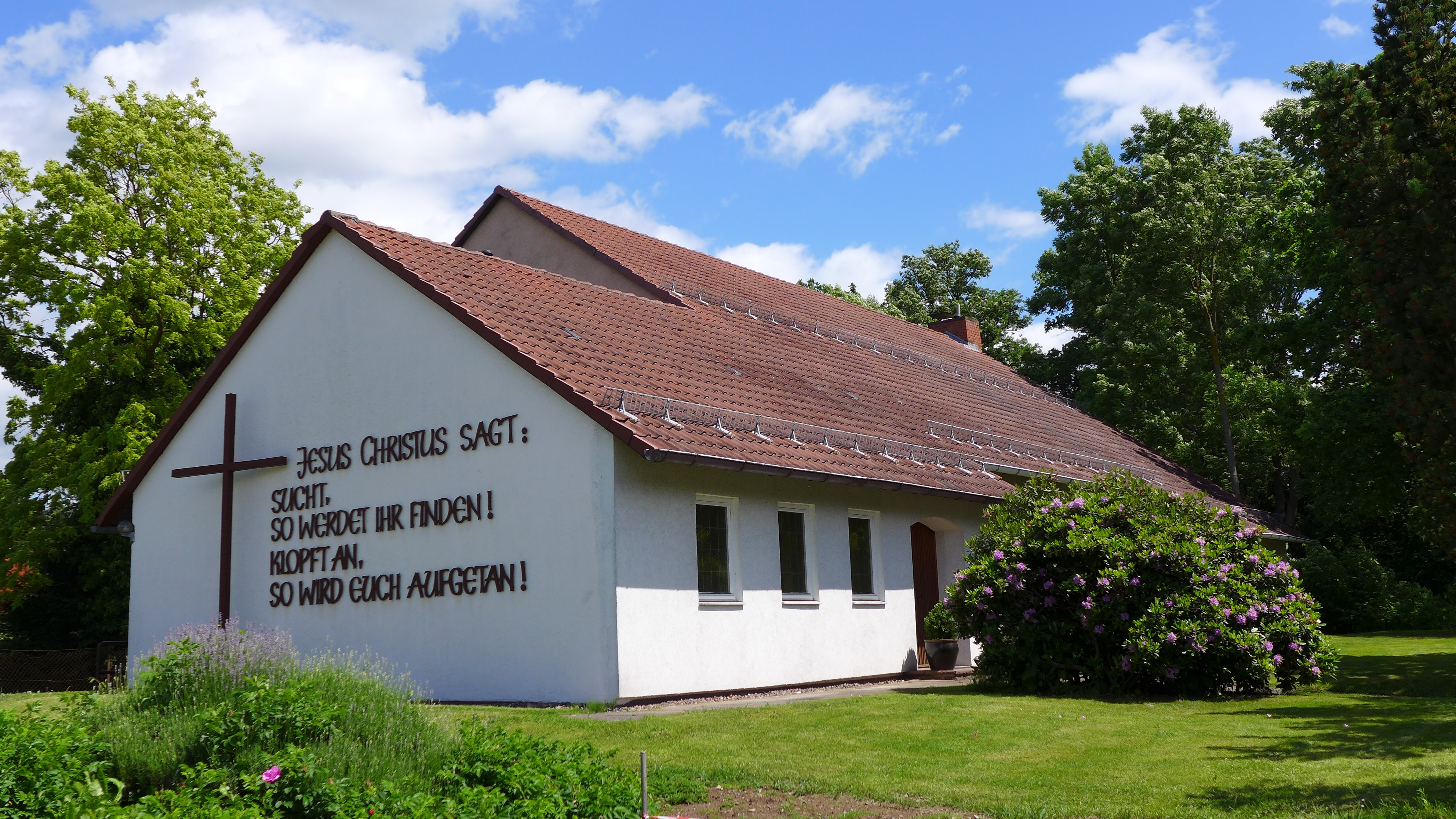
Gemeindehaus der Evangelisch-Freikirchlichen Gemeinde

Am 21. November 2010 wurden in einem Waldstück des Ortes die Leichen eines 13-jährigen Jungen und eines 14-jährigen Mädchens gefunden. Ein 26-jähriger Mann aus Uslar wurde zwei Tage später festgenommen und gestand, beide am 15. und 20. November 2010 getötet zu haben. Das Landgericht Göttingen verurteilte ihn dafür als zweifachen Mörder, darunter einmal aus sexuellen Motiven und einmal heimtückisch zur Verdeckung des vorherigen Mordes, am 27. Juni 2011 zu lebenslanger Freiheitsstrafe, Unterbringung in einem psychiatrischen Krankenhaus und anschließender Sicherungsverwahrung; mit Erschöpfung des Rechtswegs wurde das Urteil im Januar 2012 rechtskräftig.

## Religion
Die Evangelisch-Freikirchliche Gemeinde Bodenfelde ist eine Ortsgemeinde im Bund Evangelisch-Freikirchlicher Gemeinden.

## Politik

### Gemeinderat
Der Gemeinderat des Fleckens Bodenfelde besteht aus 14 Ratsfrauen und Ratsherren. Dies ist die festgelegte Anzahl für eine Gemeinde mit einer Einwohnerzahl zwischen 3.001 und 5.000 Einwohnern. Die Ratsmitglieder werden durch eine Kommunalwahl für jeweils fünf Jahre gewählt. Neben den 14 in der Gemeinderatswahl gewählten Mitgliedern ist außerdem der Bürgermeister im Rat stimmberechtigt.
Die Kommunalwahl am 12. September 2021 führte im Rat des Fleckens Bodenfelde zu folgender Sitzverteilung:
| Gemeinderat 2021Insgesamt 14 Sitze - SPD: 5 - BZB: 4 - NGB: 2 - CDU: 3 |

### Bürgermeister
Bei der Stichwahl zum Bürgermeister von Bodenfelde am 6. Februar 2022 setzte sich Gerald Wucherpfennig (parteilos) mit 53,3 Prozent der Stimmen gegen den Mitbewerber Björn Römermann (parteilos) durch. Die Wahlbeteiligung lag bei 52,33 Prozent.

### Ortsräte
Die beiden übrigen Ortsteile des Fleckens Bodenfelde werden durch je einen Ortsrat und insgesamt 15 Ratsmitglieder. Seit der Kommunalwahl 2021 verteilen diese sich wie folgt:
| Ortsteile | SPD | CDU | 0WG | 0∑ |
| --------- | --- | --- | --- | -- |
| Nienover  | -   | -   | 5*  | 5  |
| Wahmbeck  | 4   | 4   | 1** | 9  |
| ∑         | 4   | 4   | 6   | 14 |

*Wählergruppe Amelith-Nienover-Polier, **Neue Gruppe Bodenfelde

### Gemeindepartnerschaften
Mit der Gemeinde Spital am Pyhrn in Österreich bestand von 1977 bis 2018 eine Gemeindepartnerschaft. Nach über 40 Jahren kündigte Spital die Partnerschaft auf.

### Wappen
In Bodenfeldes Wappen ist eine Erinnerung an die Zeit unter den Grafen von Dassel erhalten geblieben. Das Wappen der Grafen zeigt ein achtendiges Hirschgeweih, während das Bodenfelder Wappen eine vierendige Hirschstange enthält.

## Wirtschaft und Infrastruktur

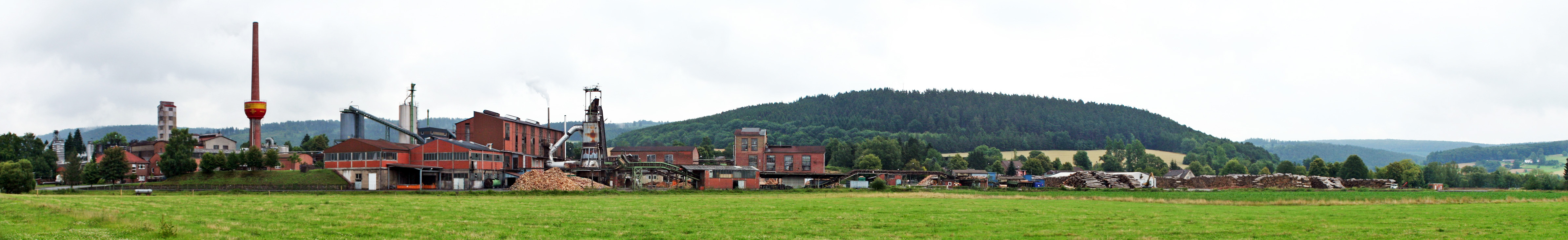
Holzkohlefabrik proFagus
Rechts wird das Holz angeliefert und gelagert. Die Verarbeitung erfolgt links in den Gebäuden

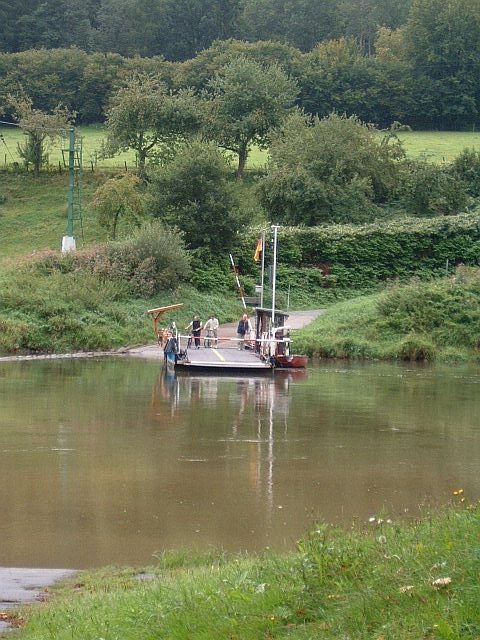
Gierseilfähre der Weser bei Bodenfelde-Wahmbeck

### Industrie
Seit 1896 wird in Bodenfelde Holzkohle industriell produziert. Das Unternehmen proFagus beschäftigt etwa 150 Mitarbeiter (Stand 2019) und ist in Deutschland Marktführer für Grillholzkohle. Es vertreibt auch die bei der Verkohlung anfallenden Nebenprodukte Raucharomen, Essigsäure und Teer.

### Verkehr
Bodenfelde ist durch die Sollingbahn mit Ottbergen - Paderborn und Northeim sowie über die Oberweserbahn mit Göttingen verbunden. Anschluss an das Eisenbahnnetz erhielt der Ort 1878.
Der örtliche Hafen wird von Fahrgastschiffen bedient. Außerdem liegt der Ort am Weser-Radweg und am Weserberglandweg.

### Schule
Im Ort befindet sich die Heinrich-Roth-Gesamtschule.

## Kultur und Sehenswürdigkeiten

### Bauten und Denkmäler

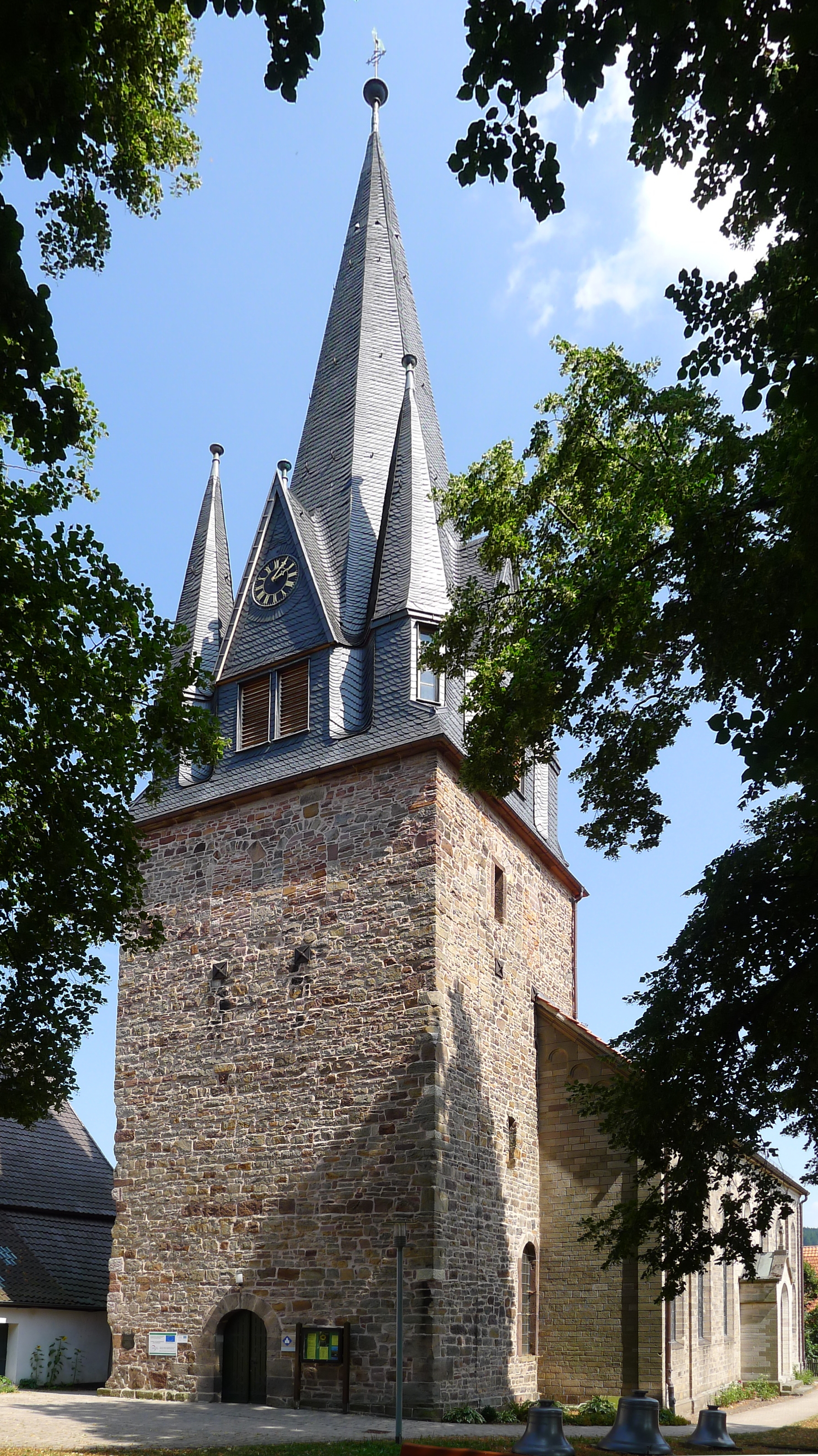
Evangelische Christuskirche

Die Christuskirche, deren evangelische Gemeinde zum Kirchenkreis Leine-Solling gehört, wurde zwischen 1853 und 1855 im neuromanischen Stil erbaut. Ihr Turm hat sich aus dem Mittelalter erhalten. Da der Ort sowohl am Weserradweg wie auch an der Mountainbikeregion Solling-Vogler liegt, wurde sie 2013 zur Radwegekirche ernannt. Orgel und Taufbecken der Kirche wurden 1856 kurz nach Erbauung des Kirchenschiffes eingebaut. 1888 zerstörte ein Blitz den Turmhelm, der durch ein neues, spitz zulaufendes Dach im neugotischen Stil ersetzt wurde.
Auch ein Heimatmuseum und ein Herrenhaus des frühen 20. Jahrhunderts befinden sich hier. Ein weiteres Kulturdenkmal ist der jüdische Friedhof Bodenfelde.
Die Baudenkmale des Fleckens Bodenfelde sind in der Liste der Baudenkmale in Bodenfelde aufgeführt.

### Regelmäßige Veranstaltungen
Alle fünf bis sechs Jahre wird in Bodenfelde das historische Fest Schüttenhoff gefeiert. Am zweiten Wochenende im November ist die jährliche Kirmes. Im Ortsteil Nienover finden in den Sommermonaten Living-History-Veranstaltungen statt.

### Vereine
- Schützenverein
- SC Bodenfelde
- FC Weser (Fußball, Zusammenschluss von SC Bodenfelde, TSV Lippoldsberg und TSV Wahmbeck)
- DLRG Bodenfelde

## Söhne und Töchter der Stadt
- Otto Ernst Oppermann (1764–1851), Arzt und Tierpräparator
- Jakob Freudenthal (1839–1907), Philosophiehistoriker[28]
- Gustav Henckell (1859–1942), Konservenfabrikant[29]
- Friedrich Wasmuth (1882–1967), evangelischer Pfarrer und Vorsteher des Birkenhofs
- Albrecht Götz von Olenhusen (1935–2022), Rechtsanwalt